# Masaya Matsumoto
Masaya Matsumoto (松本 昌也 Matsumoto Masaya?, Oita, 25 de enero de 1995) es un futbolista japonés que juega como centrocampista en el Fagiano Okayama.

## Trayectoria

### Clubes
| Club            | País  | Año       |
| --------------- | ----- | --------- |
| Oita Trinita    | Japón | 2013-2016 |
| Júbilo Iwata    | Japón | 2017-2025 |
| Fagiano Okayama | Japón | 2025-     |